# Валмиерский край
Ва́лмиерский край (латыш. Valmieras novads) — административно-территориальная единица в Латвии, в регионе Видземе. Край состоит из 26 волостей и городов Мазсалаца, Руйиена, Седа, Стренчи и Валмиера, который является центром края. Граничит с Валкским, Лимбажским, Смилтенским, Цесисским краями и с Валгаским, Вильяндиским и Пярнуским уездами Эстонии.
Край был образован 1 июля 2021 года в ходе административно-территориальной реформы Латвии 2021 года, в результате которой были объединены Валмиера, Беверинский, Буртниекский, Коценский, Мазсалацкий, Наукшенский, Руйиенский и Стренчский края. 
Площадь края составляет 2946 км².

## Территориальное деление
- Берзайнская волость (латыш. Bērzaines pagasts)
- Бренгульская волость (латыш. Brenguļu pagasts)
- Буртниекская волость (латыш. Burtnieku pagasts)
- Вайдавская волость (латыш. Vaidavas pagasts)
- город Валмиера (латыш. Valmieras pilsēta)
- Валмиерская волость (латыш. Valmieras pagasts)
- Вецатская волость (латыш. Vecates pagasts)
- Вилпулкская волость (латыш. Vilpulkas pagasts)
- Дикльская волость (латыш. Dikļu pagasts)
- Зилакалнская волость (латыш. Zilākalna pagasts)
- Ерская волость (латыш. Jeru pagasts)
- Ерценская волость (латыш. Jērcēnu pagasts)
- Ипикская волость (латыш. Ipiķu pagasts)
- Каугурская волость (латыш. Kauguru pagasts)
- Кёнская волость (латыш. Ķoņu pagasts)
- Коценская волость (латыш. Kocēnu pagasts)
- Лодская волость (латыш. Lodes pagasts)
- город Мазсалаца (латыш. Mazsalacas pilsēta)
- Мазсалацская волость (латыш. Mazsalacas pagasts)
- Матишская волость (латыш. Matīšu pagasts)
- Наукшенская волость (латыш. Naukšēnu pagasts)
- Планская волость (латыш. Plāņu pagasts)
- Раматская волость (латыш. Ramatas pagasts)
- Ренценская волость (латыш. Rencēnu pagasts)
- город Руйиена (латыш. Rūjienas pilsēta)
- город Седа (латыш. Sedas pilsēta)
- Селинская волость (латыш. Sēļu pagasts)
- Сканькалнская волость (латыш. Skaņkalnes pagasts)
- город Стренчи (латыш. Strenču pilsēta)
- Трикатская волость (латыш. Trikātas pagasts)
- Эвельская волость (латыш. Ēveles pagasts)